# Tatort: Todesschütze
Todesschütze ist eine Folge der deutschen Fernsehkrimireihe Tatort aus dem Jahr 2012. Der Film des Mitteldeutschen Rundfunks mit den Kriminalhauptkommissaren Eva Saalfeld (Simone Thomalla) und Andreas Keppler (Martin Wuttke) als Leipziger Ermittler wurde am Sonntag, 2. Dezember 2012, erstmals im Ersten ausgestrahlt. Es handelt sich um die Tatort-Folge 852. In ihrem 15. gemeinsamen Fall haben Saalfeld und Keppler es mit mitleidlosen Jugendlichen zu tun, die das Leben gleich mehrerer Menschen zerstören.

## Handlung
Anne Winkler, die sich mit ihrem Mann René in einer Straßenbahn auf dem Weg nach Hause befindet, greift ein, als drei Jugendliche lautstark einsteigen und sofort rumpöbeln, die Fahrgäste beleidigen und einen alten Mann mit Bier übergießen. Als das Paar kurz darauf die Bahn verlässt, bemerkt es zuerst nicht, dass die jungen Männer ihnen folgen. Kaum haben sie beide erreicht, prügeln und treten sie brutal auf sie ein. Die in der Nähe befindlichen Polizisten Phillip Rahn und Peter Maurer sehen den Vorfall durchs Fenster eines Imbisses, können die flüchtenden Täter jedoch nicht stellen. Die Staatsanwaltschaft will hart durchgreifen und wegen versuchten Totschlags bzw. versuchten Mordes ermitteln und betraut die Kriminalhauptkommissare Eva Saalfeld und Andreas Keppler mit dem Fall. Rahn und Maurer wollen die mit Kapuzenpullovern bekleideten Täter nicht erkannt haben. Als Saalfeld ins Krankenhaus kommt, sieht sie René Winkler am Bett seiner schrecklich zugerichteten Frau sitzen. Auch er hat erhebliche Verletzungen davongetragen. Die im fünften Monat schwangere Anne Winkler hat ihr Baby verloren. René Winkler übergibt Saalfeld drei Zeichnungen, die die Randalierer aus der Straßenbahn zeigen. Er sei Lehrer für Kunst und Deutsch, erklärt er und verstehe nicht, dass die Polizisten die Täter nicht gesehen haben wollen, da der Tatort gut beleuchtet gewesen sei.
Saalfeld und Keppler sprechen mit dem Vorgesetzten von Rahn und Maurer, der sie zu seinen besten Leuten zählt, und zeigen ihm die drei Zeichnungen. Nachdem er einen Blick darauf geworfen hat, weist er nach kurzem Zögern auf eines der Bilder und meint, das könne Tobias, der Sohn des Kollegen Rahn sein und auf Nachfrage, die beiden anderen Zeichnungen hätten Ähnlichkeit mit Robin Franke und Marcel Degner. Rahn, konfrontiert mit den Zeichnungen, behauptet weiter, niemanden erkannt zu haben. Keppler spricht derweil mit Marcel Degner, der seit einem Jahr an Parkinson leidet. Er gibt den Vorfall in der Straßenbahn zu, bestreitet aber den Überfall. Als Keppler danach den in schlimmen Verhältnissen lebenden Robin Franke vernehmen will, behauptet seine Mutter sofort, ihr Sohn sei gestern den ganzen Abend Zuhause gewesen. Nachdem Winkler im Imbiss war und Rahn und Maurer fast angefleht hatte, dass sie die Täter doch erkannt haben müssten und auf seine im Koma liegende Frau und sein totes ungeborenes Kind verwies, will Maurer auspacken. Mit dem Verweis auf einen früheren Vorfall, bei dem er Maurer gedeckt habe, schwört Rahn Maurer ein, dass er ihm nicht in den Rücken fallen könne, es gehe schließlich um Rahns eigenen Sohn. Als Saalfeld und Keppler anhand von Fotos aus der Straßenbahn feststellen, dass man ihnen falsche Kleidung der Täter überlassen hat, wird ihr Ton den Kollegen gegenüber deutlich schärfer. Ihren Verdacht, dass Rahn seinen Kollegen Maurer unter Druck setzt, bestätigt dieser nicht. Winkler beobachtet die drei Jugendlichen und schreit sie an, sie seien der letzte Dreck, Abschaum seien sie. Seine Frau habe immer gesagt, jeder hätte eine Chance verdient. Das sehe er nun anders. Als er ins Krankenhaus geht, findet er das Bett seiner Frau leer vor. Die Worte, dass man alles versucht habe, erreichen ihn kaum noch, er bricht zusammen. Kurz zuvor hatte er der Kommissarin erzählt, dass er und seine Frau Anne so viel versucht hätten, ehe sie dann endlich schwanger geworden sei.
Keppler ist der Ansicht, Robin Franke sei die schwache Stelle bei den Jungs und will mit ihm sprechen. Er findet ihn biertrinkend und ihn sofort unflätig ansprechend auf einer Bank. Auf eine Frage Kepplers hin brüstet er sich damit, dass er im Internet 118 Freunde habe. Ulrike Rahn äußert gegenüber Saalfeld, dass ihr Mann ein guter Vater sei, wobei Saalfeld Tränen in ihren Augen sieht. Maurer lässt seinen Kollegen wissen, dass er so nicht mehr weitermachen könne und aussagen werde. Kurze Zeit später wird er erschossen. Rahn erklärt sogleich, dass er nicht bei Maurer gewesen sei, weil er Kaffee verschüttet hätte und deswegen schnell nach Hause gefahren sei, um seine Hose zu wechseln. Der Kollege habe schon voraus zum Imbiss fahren wollen. Maurer wurde von zwei Fernschüssen, die direkt nacheinander aus einem etwa 100 m von seinem Dienstwagen entfernten Haus abgefeuert wurden, getroffen. „8 mm, wahrscheinlich eine Jagdwaffe oder ein Sportgewehr“, meint Keppler.
Rahn spricht mit seinem Sohn ab, dass er bestätigen solle, dass er ihn während seines kurzen Aufenthaltes im Haus gesehen habe. Als man Marcel Degner und Robin Franke, die offensichtlich verprügelt worden sind, mit Rahn konfrontiert, äußert dieser nur, ihm seien die Sicherungen durchgebrannt, schließlich sei sein Kollege erschossen worden. Saalfeld lässt ihn wissen, dass Frauke Maurer die Aussage ihres Mannes wiederholen werde, dass die Täter sehr wohl von ihnen beiden erkannt worden seien. Kriminaltechniker Menzel konnte an allen drei Jugendlichen Schmauchspuren nachweisen. Auch hat Menzel herausgefunden, dass sie in ihrem Internetprofil die Aktion in der Bahn stolz beschrieben haben. Auf einem der Fotos ist Franke sogar mit einem Gewehr zu sehen. Bei einer Vernehmung gibt er dann zu, dass Rahn sie verfolgt, jedoch nach einem kurzen Wortwechsel mit Degner den Rückzug angetreten habe. Das Gewehr haben die drei im Wald vergraben, es ist allerdings nicht die Tatwaffe. Dann zieht man zwei Straßen vom Tatort entfernt ein Gewehr aus dem Gulli, das sich als Tatwaffe herausstellt. Der an der Unterseite des aufgesetzten Zielfernrohrs sichergestellte halbe Fingerabdruck stammt von Degner. Menzel hat außerdem herausgefunden, dass Rahn vor einem halben Jahr von Degner ein Video erhalten hat, auf dem dieser die von Rahn an einer Kellnerin begangene Vergewaltigung festgehalten hat. Dazu vernommen, äußert er, er wisse nicht, wie die Frau heiße, er habe sie nie wiedergesehen. Keppler meint: „Es ging also die ganze Zeit gar nicht um Tobias, sondern um Sie selbst.“ Mit Maurers Aussage wäre alles aufgeflogen.
Winkler nähert sich den drei Jugendlichen mit einem Gewehr und schießt sofort, als Franke ihm dieses auf Degners Befehl abnehmen will. Er will ein Geständnis der drei aufzeichnen. Würden sie nicht endlich alles zugeben, werde er einen nach dem anderen erschießen. Inzwischen sind Saalfeld und Keppler eingetroffen. Als der Kommissar eingreifen will, nutzt Degner die Gelegenheit und schnappt sich das Gewehr. Erneut tritt er auf Winkler ein und richtet die Waffe auf Keppler. „Zwei Morde sind genug“, meint dieser. Tobias Rahn erkennt erst jetzt, dass Degner Maurer erschossen hat, er hatte ihm von dessen Vorhaben erzählt. Degner gibt Keppler Anweisungen und nimmt dann den völlig überraschten Tobias als Geisel. Keppler soll den Fluchtwagen steuern. Saalfeld meint voller Angst, dass er ewig kein Auto gefahren sei. Da das Fluchtauto ein Polizeiwagen ist, kann die Kommissarin über ihren Wagen und Polizeifunk mithören, was dort vor sich geht. Inzwischen haben sich Scharfschützen positioniert, ein Schuss fällt und Degner, der gerade mit Tobias die Position wechseln wollte, fällt zu Boden – Kopfschuss. Keppler blutet stark am Kopf, Saalfeld geht zu ihm, während Rahn zu seinem Sohn geht. „Ich hab’s versucht“, meint Keppler, „es war sinnlos.“ „Ich weiß!“ ist Eva Saalfelds Antwort.

## Produktion und Hintergrund
Der Tatort wurde für Das Erste im Auftrag des MDR von Saxonia Media produziert. Gedreht wurde vom 6. März bis zum 3. April 2012 in Leipzig und Umgebung. Die Redaktion lag bei Sven Döbler vom MDR. Carina Wiese und Jonas Nay spielten später in Deutschland '83 so wie in den Fortsetzungen Mutter und Sohn. Jonas Nay und Wotan Wilke Möhring spielten bereits in Homevideo Vater und Sohn.

## Rezeption

### Einschaltquoten
Die Erstausstrahlung am 2. Dezember 2012 wurde in Deutschland von insgesamt 9,57 Millionen Zuschauern gesehen und erreichte einen Marktanteil von 25,7 Prozent für Das Erste; in der Gruppe der 14–49-jährigen Zuschauer konnten 3,06 Millionen Zuschauer und ein Marktanteil von 19,7 % erreicht werden.

### Kritik
TV Spielfilm mäkelt, dass „mancher Dialog mit dem Faustkeil geschnitzt [ist], manches Tun und Treiben der Handelnden leicht überambitioniert [wirkt], und schon zu oft ein nervtötender Boulevardreporter Opfer am Krankenbett belästigt [hat].“ Mit Hinblick auf die zuletzt gesendeten „Tatorte“ sind die Kritiker aber der Ansicht, dass die Geschichte „kompakt und spannend“ erzählt werde, die Kommissare ihre „Privatangelegenheiten zu Hause“ ließen, nicht sprechen würden, „als litten sie an Gehirntumoren“, „keine Hinweise aus dem Jenseits“ erhalten würden und uns auch nicht „die Welt erklären müssten.“ Zusammengefasst wurde das in dem Satz:

„Einfach und geradeaus, ganz ohne Schräglage.“

Karolin Jacquemain vom Hamburger Abendblatt führte aus, dass es sich um einen „traurigen, unversöhnlichen Fall“ handele, dessen Geschichte „schnörkellos“ erzählt und „auf wenige Protagonisten reduziert“ sei. Auch hob sie hervor, dass, „obwohl die Schuldigen früh feststehen“, der Film „bis zum Ende spannend“ bleibe. Ihr weiteres Urteil lautete:

„Die von Jonas Nay, Antonio Wannek und Vincent Krüger eindrücklich dargestellten Täter haben Gesichter wie Milchbrötchen.“

T-Online war der Ansicht, dass dies „alles in allem Saalfeld und Kepplers bisher bester Einsatz“ gewesen sei und fasste das wie folgt zusammen:

„Die Handlung war spannend, sehr gut gespielt und die Story erschreckend aktuell. […] Hier wurde […] ein brisantes Thema packend umgesetzt. Der beklemmende Fall wirkt noch lange nach und macht leider ein wenig Angst davor, nach dem nächsten Kinobesuch die Tram nach Hause zu besteigen …“

Auch Heike Hupertz von der FAZ hielt diese Folge aus Leipzig für die „bisher beste der 15 Folgen“ und sprach von „bedrückender Aktualität.“ Hier sei „ein Gegenstück zu den gerade in Mode gekommenen Witzkrimis“, also „ein echter Krimi“ entstanden. Sie fasst das wie folgt zusammen:

„Unter den Leipziger ‚Tatorten‘, die sonst eher mittelprächtig aussahen, ist dieser der bisher beste. Neben Buch (Mario Giordano, Andreas Schlüter) und Regie (stringent: Johannes Grieser) liegt das an Wotan Wilke Möhring und Stefan Kurt. Und besonders an der schnörkellosen Darstellung der jugendlichen Gewalttäter durch Jonas Nay, Antonio Wannek und Vincent Krüger.“

Christian Buß von Spiegel Online befand: 

„Irgendwie scheint alles nicht so recht zu zünden. Deshalb gibt es am Ende noch ein zweites Gewaltverbrechen. Aber da hat der Zuschauer schon längst genauso abgeschaltet wie die beiden Ermittler-Maschinen Saalfeld und Keppler, die hier pflichtschuldig ihre Empörungs- und Kombinationsautomatik abspulen.“

Niels Kruse vom Stern kam zu dem Ergebnis, dass es nicht gelungen sei, vollständig auf Klischees zu verzichten, und kritisierte auch einige „hölzerne Dialoge“. Insgesamt handele es sich aber um einen „Tatort“, der es verstanden habe, dank der gut besetzten Rollen zu „fessel[n]“: 

„Den Machern des Leipziger ‚Tatorts‘ ist ein dichtes, sehenswertes Dramaknäuel gelungen. Die Krimimacher […] haben den TV-Fall als eng gewebtes und tristes Sozialdrama inszeniert, und dabei dankenswerter Weise auf moralinsaures Betroffenheitsgehabe verzichtet. Auch wenn sie manch hölzerne Dialoge und auf das eine oder andere Klischee nicht verzichten konnten. […] Dass der 15. ‚Tatort‘ mit dem Ermittler-Team Saalfeld/Keppler an einigen Stellen etwas überambitioniert wirkt und doch 87 Minuten lang fesselt, liegt auch an der feinen Besetzung […].“